# 新几内亚刺尾鸫
，是雀形目刺尾鸫科的一种鸟类。
新几内亚刺尾鸫体重约58.06克，翼长约83.2毫米，嘴峰长约15.2毫米，喙宽度约4.3毫米，喙厚度约4.8毫米，跗蹠长约32毫米，尾长约76.4毫米。新几内亚刺尾鸫在其分布区内为留鸟，其栖息在密集的高大树木组成的森林中，食性为肉食性，主要食物来源是陆生无脊椎动物。

## 亚种
- ：分布于新几内亚西部。
- ：分布于新几内亚西部。
- ：分布于新几内亚东南部。[4]